# Haßleben (Boitzenburger Land)
Haßleben ist ein Ortsteil der Gemeinde Boitzenburger Land, welche zum Landkreis Uckermark im Land Brandenburg gehört. Das Dorf wurde erstmals im Jahre 1317 als heresleve urkundlich erwähnt. Bis zum Jahr 2001 gehörte Haßleben als eigenständige Gemeinde zum damaligen Amt Boitzenburg.

## Ortsbild

### Lage
Westlich von Haßleben liegt der Wohnplatz Kuhz, weiter dahinter im Nordwesten Wichmannsdorf. Im Nordosten befinden sich Beenz, Ferdinandshof und Lindenhagen. Im Osten liegt Buchholz und im Süden Blankensee und Mittenwalde. Die nächstgelegenen Städte sind Templin und Prenzlau.
Um Haßleben liegen mehrere Kleinstgewässer (v. a. Sölle) wie das Kuhzsche Grenzbruch, der Rohrpfuhl, das Krumme Bruch, der Igelpfuhl oder das Büttbruch. Im Westen befindet sich der Kuhzer See mit den östlichen Ausläufern Haßleben'sche Lanke und Schulzenort.

### Historische Ortsteile
Zur ehemaligen Gemeinde Haßleben gehörten noch folgende Ortsteile und Wohnplätze, welche heute ebenfalls Teil der Gemeinde Boitzenburger Land sind:
| - Garlieb-Hof - Karolinenhof | - Kuhz - Ruhhof |

## Bevölkerungsentwicklung
| Jahr      | 1875 | 1890 | 1910 | 1925 | 1933 | 1946 | 1993 | 1994 | 1995 | 1996 | 1997 | 1998 | 1999 | 2000 | 2006 |
| --------- | ---- | ---- | ---- | ---- | ---- | ---- | ---- | ---- | ---- | ---- | ---- | ---- | ---- | ---- | ---- |
| Einwohner | 270  | 316  | 338  | 331  | 384  | 624  | 967  | 947  | 943  | 948  | 866  | 790  | 756  | 775  | 598  |

(Man beachte bei den sprunghaften Veränderungen zeitliche Distanzen, historische Ereignisse und Eingemeindungen.)

## Geschichte
1317 wird Haßleben als Heresleve erstmals urkundlich erwähnt. Die Schreibweise Haßleben ist seit 1723 bekannt.
Zum 1. Mai 1849 wurde infolge der Vollendung der Chaussee von Templin bis zu ihrer Einmündung in die Berlin-Prenzlauer Chaussee eine Postexpedition mit Station in Haßleben eröffnet. (Die Tour der Berlin-Prenzlauer Personenpost zwischen Templin und Prenzlau war auf die neue direkte Chaussee verlegt worden. Die Postexpedition und Station in Milmersdorf wurde infolgedessen geschlossen und nach Haßleben verlegt.)
Die ab 1979 in Betrieb genommene Schweinemastanlage in Haßleben (VEB Schweinezucht- und Mastkombinat „Freundschaft“, SZM) war auf bis zu 174.000 Tiere ausgelegt. Nach ihrer Stilllegung 1991 wurde sie vom niederländischen Investor Harrie van Gennip aufgekauft, der sich ab 2005 um eine Wiederinbetriebnahme bemühte. Dabei plante er zunächst einen Bestand von 80.000 Schweinen, später wurde die projektierte Kapazität auf 37.000 Tiere reduziert und 2013 vom Landesumweltamt Brandenburg genehmigt. Ein Widerspruch dagegen wurde 2016 abgewiesen. Nach Klage u. a. mehrerer Umweltverbände und einer Bürgerinitiative wurde die Genehmigung für den Wiederbetrieb der Anlage vom Verwaltungsgericht Potsdam im Oktober 2017 aus bauplanungsrechtlichen Gründen aufgehoben. Das Oberverwaltungsgericht Berlin-Brandenburg lehnte im Juli 2020 den Antrag auf Zulassung der Berufung gegen das Urteil des Verwaltungsgerichtes ab, das Urteil von 2017 wurde damit rechtskräftig.

## Sehenswürdigkeit
Die Dorfkirche Haßleben ist eine Saalkirche aus der ersten Hälfte des 13. Jahrhunderts und einer Südvorhalle aus dem Jahr 1887. Im Innern befinden sich eine neugotische Kanzel aus dem Jahr 1887 sowie eine Orgel von Friedrich Hermann Lütkemüller von 1863.

## Verkehr
Der Bahnhof Haßleben lag an der Bahnstrecke Löwenberg–Prenzlau. Am 28. Mai 2000 wurde der Personenverkehr zwischen Templin Stadt und Prenzlau eingestellt.